# Langues kaili-pamona
Pour les articles homonymes, voir Kaili.
Les langues kaili-pamona sont un des sous-groupes de langues austronésiennes rattachées aux langues malayo-polynésiennes occidentales.
Ces langues sont parlées en Indonésie,sur l'île de Sulawesi.

## Classification
Les langues kaili-pamona, comme les autres groupes présents à Sulawesi, sont rattachées aux langues malayo-polynésiennes occidentales.

### Place dans le malayo-polynésien
Selon Adelaar, les langues kaili-pamona forment un des vingt-trois sous-groupes du malayo-polynésien occidental..

### L'hypothèse célèbique
Van den Berg (1996), avait précédemment proposé un groupe célèbique regroupant les groupes de langues du sud de l'île, dont le kaili-pomona sur la base d'évolution phonologiques communes. Mead (1996) démontre que ces évolutions sont en fait un trait régional à Sulawesi, et se sont produites après, et non avant, la séparation des sous-groupes. Ce groupe célèbique semble actuellement invalidé par la recherche.

### Liste des langues
Les langues du sous-groupe sont :
- groupe du nord 
  - langues kaili 
    - baras
    - da’a kaili
    - ledo kaili
    - unde kaili
    - lindu
    - moma
    - sedoa
    - topoiyo

  - langues pamona 
    - pamona
    - tombelala
- groupe du sud
  - langues badaiques 
    - bada
    - behoa
    - napu
    - rampi
    - sarudu
    - uma

## Sources
- (en) Adelaar, Alexander, The Austronesian Languages of Asia and Madagascar: A Historical Perspective, The Austronesian Languages of Asia and Madagascar, pp. 1-42, Routledge Language Family Series, Londres, Routledge, 2005?  (ISBN 0-7007-1286-0)